# Hampus Otterborg

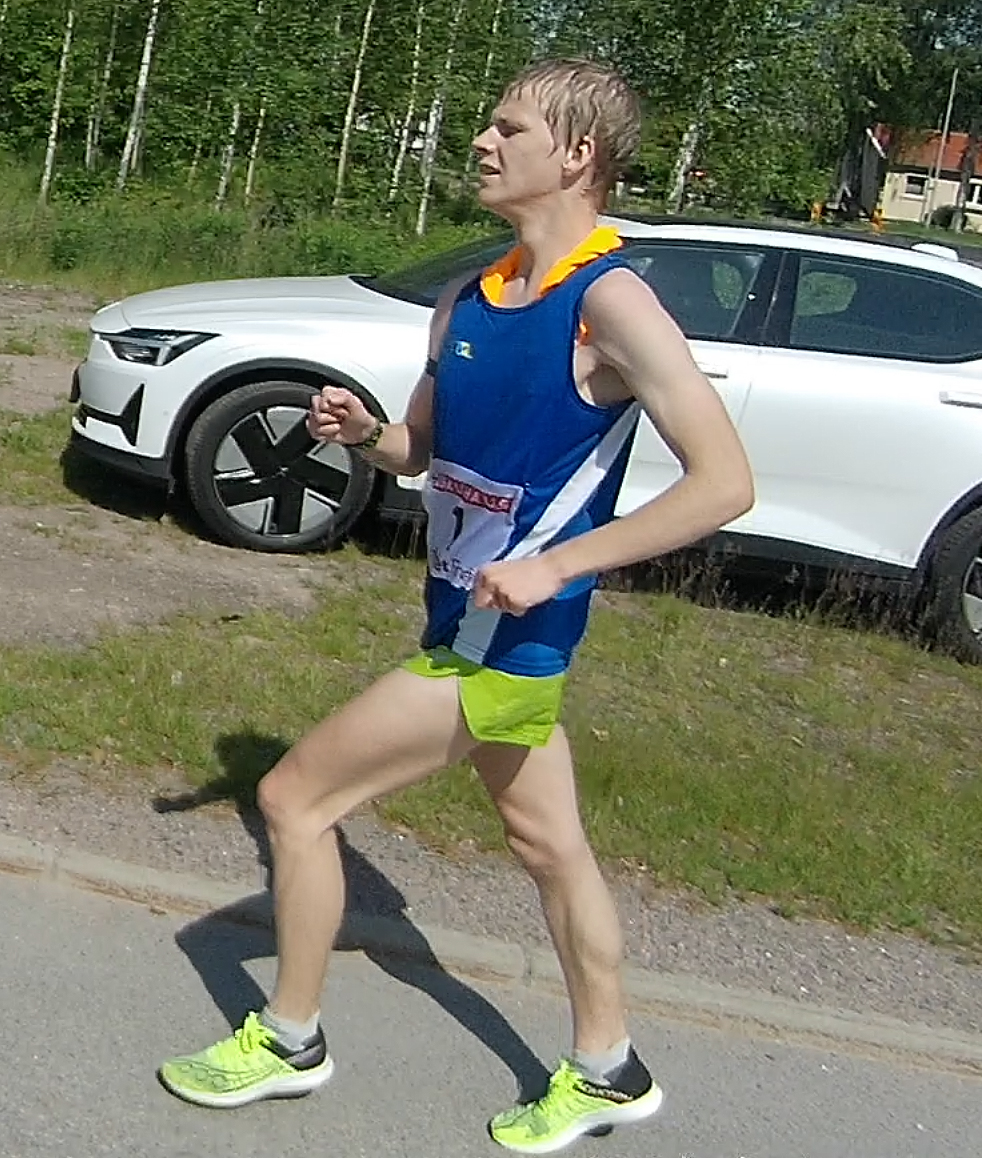
2025 Gång-SM 20 km i Tibro

Hampus Otterborg, född 29 augusti 2007, är en svensk friidrottare som ägnat sig åt ultralöpning och numera tävlingsgång.

## Tävlingsgång
Första tävlingsgång vid en tryout i Eskilstuna, 20240504. Guld på 10 000 m vid stora SM i Uddevalla, 20240630. Guld på 5000 m vid U18 SM i Kil 20240714. Silver på 5000 m vid Nordiska juniorkampen i Danmark, 20240810. Guld vid ungdomsfinnkampen i Helsingfors, 20240831. Första svensk som vunnit ungdomsfinnkampen och nytt ungdomsrekord på 3000 m. Guld på 3000 m vid inomhus-DM i Borås 20250126. Guld på 5000 m vid inomhus-SM i Växjö, 20250222. Guld på 35 km vid SM i Växjö, 20250426. Guld på 3000 m vid DM i Uddevalla, 20250607. Guld på 20 km vid SM i Tibro, 20250614. Silver på 10 000 m vid stora SM i Karlstad/Kil, 20250731. Deltog även vid lag-EM i Poděbrady 20250517, och junior-EM i Tammerfors 20250810.